# El Charro
El Charro è una casa di moda italiana, fondata nel 1974 e ceduta nei primi anni novanta. È oggi un marchio registrato. Il logo del marchio è composto dalla stilizzazione di una rosa, che sovrasta la scritta El Charro in stile stencil con il carattere tipografico stampatello Braggadocio.

## Storia

### I primi anni
Nel 1966, Marcello Murzilli, figlio di un produttore di sacchetti di carta, intraprende un'attività di importazione dagli Stati Uniti e dal Messico di articoli di vestiario di tipo casual, rivenduti in un negozio arredato a tema a Roma, in via San Giacomo. Il negozio ha chiuso definitivamente alla fine del 2023.
La El Charro - come azienda - viene creata nel 1974. Una prima fase di successi coinvolge l'azienda già nella metà degli anni settanta, allorquando l'attività consiste essenzialmente nella sola importazione di stivali e cinture dagli Stati Uniti.

### Il successo
L'azienda potenzia il marchio, la sua distribuzione e promozione nei primi anni ottanta. Ed è questo il decennio che segna un ulteriore successo per i prodotti di Murzilli, adesso identificati con il logo El Charro. Infatti, assieme ad altri capi e marchi di abbigliamento quali i giacconi imbottiti (es. Ciesse Piumini, Moncler e Henry Lloyd), i jeans (es. Armani, Levi's, Uniform, Rifle in velluto millecoste, Avirex e Stone Island), le felpe (American System e Best Company), i maglioni (es. Marina Yachting), i capi della El Charro furono scelti - anche grazie ad una accorta campagna di marketing pubblicitario - dai cosiddetti paninari, quali elementi distintivi.
La strategia dell'azienda è peculiare per i tempi: non produce direttamente i capi ma, come già dalla fondazione, li importa dall'estero. Oltre a questo, per sopperire alla domanda di nuove tipologie di abbigliamento, licenzia il marchio ad aziende terziarie esterne. È il caso della CMF Trading (dedita alla produzione dell'abbigliamento) - laddove i jeans vengono disegnati da Francardo - della Bros (per gli articoli in pelle), della Leone di Firenze (per le valigie) e della Worker's di Genova (per le calzature). Fra El Charro e CMF Trading viene poi costituita una nuova società, la Schott Italy, che produce abbigliamento sportivo e importa i giubbotti Schott.
Negli anni ottanta la crescita continua, ma - soprattutto a causa di sbilanciamenti finanziari e produttivi, oltre che ai mutamenti di gusto del pubblico - con incrementi minori. Fino ad allora, i risultati economici erano stati impressionanti: il fatturato del 1984 era stato di 5 miliardi, quello del 1985 di 15 miliardi, grazie alle vendite di stivali e cinture prodotti o importanti dalla Bros di Roma. Nel 1986, la ditta si dedica anche alla produzione di jeans marchiati con la rosa di El Charro e prodotti dalla CMF Trading (un gruppo di Gallarate controllato dalle famiglie Caravatti, Francardo e Viganò, antiche solide radici nell'industria tessile lombarda e piemontese). Sale a 25 miliardi il fatturato: 10 frazionati all'abbigliamento e 15 di stivali e cinture. Nel 1987 si sale a 70 miliardi, quasi tutti ricavati sul mercato italiano e dipendenti ancora in gran parte dalla Bros; di questi, 30 miliardi provengono dalla CMF Trading.
Nella seconda metà del decennio, con il tramonto della moda di genere, l'azienda impegna il management in una difficile ricollocazione del marchio in area casual. Dal punto di vista del marketing, viene introdotta una linea battezzata "Beauty brothers"; richiamandosi ad un'America più upper class, vengono anche girati dai fratelli dell'attore Matt Dillon degli spot pubblicitari, con la regia di Bruce Weber. La scelta di strategia aziendale è indirizzata a puntare meno nella vendita di stivali western e cinture con borchie, aumentando contestualmente la proposta di jeans, giubbotti, magliette e capi d'abbigliamento. Contemporaneamente, viene intrapresa una riorganizzazione aziendale, con una nuova definizione di ruoli e compiti: la El Charro è una società il cui 50% delle azioni è di Marcello Murzilli e l'altro 50% è diviso in parti uguali tra gli altri cinque fratelli, i quali optano per una revisione degli accordi con le imprese licenziatarie del marchio El Charro che si occupano dei prodotti.
I negozi El Charro, al volgere degli anni ottanta, sono 33 in Italia e 7 all'estero, tutti in franchising.

### La cessione del marchio
Nel 1990 la El Charro ha fatturato 82 miliardi in lire, ai quali si aggiungono altri 14 miliardi della Schott Italy (i giubbotti in pelle). L'utile non è più soddisfacente, al punto che, nel giro di un biennio, sono stati già ridotti i negozi: 25 in franchising in Italia e altri 15 all'estero, dal Belgio alla Gran Bretagna, dalla Francia al Giappone. I prodotti vengono però ancora diffusi in 1 150 punti vendita generici, ubicati in tutto il mondo. La produzione, in linea con le case di moda, si estende a profumi, orologi e cartelle per la scuola dei bambini. Nel 1991 Marcello Murzilli abbandona l'azienda.
Nel 1992 la El Charro stringe un accordo con la Peugeot per la personalizzazione, per il solo mercato italiano, di alcuni esemplari della Peugeot 205 1.6 benzina, ridenominata "Charro": gli interventi accordati con la El Charro da apportare sulla vettura - in listino dal marzo del 1992 al maggio del 1994 - riguardano la stoffa degli interni e alcuni adesivi.
Nel corso degli anni novanta le vendite però crollano al punto che l'azienda - facilitata dal fatto di non possedere stabilimenti produttivi propri - chiude progressivamente le commesse di produzione, mentre restano attive le licenze poi progressivamente vendute. Il risultato - inizialmente  - è una cessione delle sole licenze per settori particolari (quali i pigiami per bambino).
Successivamente il marchio principale, assieme alle restanti licenze, viene ceduto alla Meta Apparel di Arezzo che a sua volta la cede alla Bros Srl di Latina.

### Gli anni duemila
Nel 2010, se non esistono più negozi monomarca, viene aperto qualche punto vendita della El Charro negli outlet. Esemplare il caso del negozio presso il Valdichiana Outlet Village di Foiano della Chiana di Arezzo.
L'avventura della Meta Apparel si conclude però pochi anni dopo.
La storia successiva è infatti solamente cartolare e finanziaria; registrando gravi perdite già nel 2011, nel 2013 presso il Tribunale di Arezzo, le proprietà della Meta sono messe all'asta: fra queste, i marchi El Charro e Americanino, in vendita per 960 000 euro.

### Il marchio oggi
Il marchio viene successivamente spacchettato e ceduto - in base ai diversi settori retail - ad altre aziende, dove la Bros Srl spicca come detentrice della parte più estesa e importante del marchio, oggi utilizzato per capi di abbigliamento e accessori.